# إحياء النفس من قبلة كيوبيد
إحياء النفس من قبلة كيوبيد هو تمثال رخام قام بنحته النحات الإيطالي أنطونيو كانوفا. تتواجد النسخة الأصلية في متحف اللوفر  بينما النسخة الثانية معروضة في متحف هيرميتاج.